# Didymella scotica
Didymella scotica är en svampart som beskrevs av Dennis 1971. Enligt Catalogue of Life ingår Didymella scotica i släktet Didymella, ordningen Pleosporales, klassen Dothideomycetes, divisionen sporsäcksvampar och riket svampar, men enligt Dyntaxa är tillhörigheten istället släktet Didymella, familjen Didymellaceae, ordningen Pleosporales, klassen Dothideomycetes, divisionen sporsäcksvampar och riket svampar. Artens status i Sverige är: Osäker förekomst. Inga underarter finns listade i Catalogue of Life.